# جورج لومير
جورج لومير هو دراج بلجيكي، ولد في 3 أبريل 1905 في Pepinster ‏ في بلجيكا، وتوفي في 29 سبتمبر 1933 في أوكَل في بلجيكا.

## وصلات خارجية
- جورج لومير على موقع أرشيف الدراجات (الإنجليزية)
- جورج لومير على موقع إحصائيات الدراجات الإحترافية (الإنجليزية)